# 米子市立福生東小学校

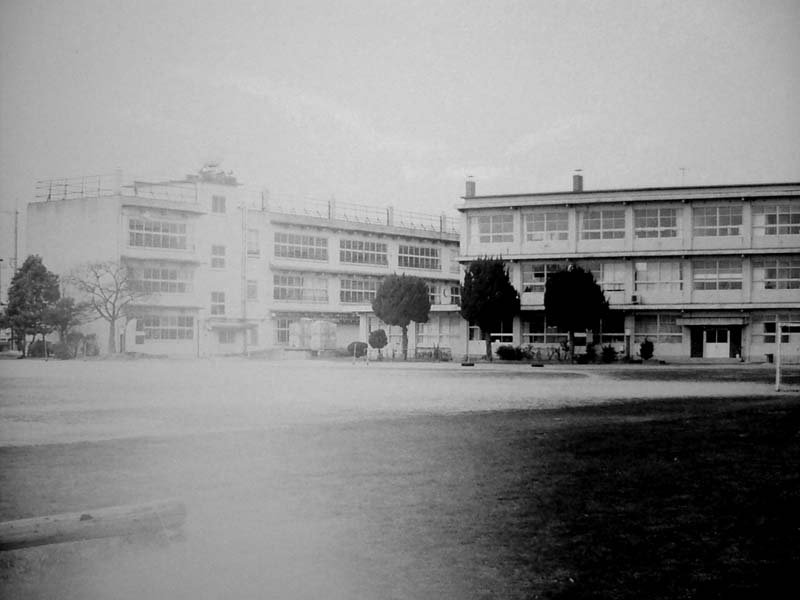
旧福原小学校校舎1960年 - 1972年

米子市立福生東小学校（よなごしりつ ふくいけひがししょうがっこう）は、鳥取県米子市皆生五丁目にある公立小学校。

## 沿革
福生小学校（旧）
- 1892年12月28日 - 車尾尋常小学校より分離し、福生尋常小学校として設立される[1]。
- 1941年4月1日 - 国民学校令により、福生国民学校と改称。
- 1947年4月1日 - 学制改革により、米子市立福生小学校と改称。
- 1955年9月10日 - 整肢学園分校を設立。
- 1959年1月1日 - 国立米子病院内に皆浜分校を設立[2]。
  - 3月31日 - 閉校

福原小学校 - 福生東小学校
- 1959年4月1日 - 福米小学校と統合し福原小学校開校[3][1]。
- 1960年 - 上福原1685番地に統合校舎新築。（現：米子市立福生西小学校所在地）
- 1962年4月1日 - 皆浜分校が独立し、米子市立養護学校皆浜学園（のちに米子市立米子養護学校へ改称）が開校。（2018年統合により現：鳥取県立皆生養護学校皆浜分校）
- 1963年4月1日 - 整肢学園分校が県に移管し独立、鳥取県立養護学校米子皆生学園が開校。（現：鳥取県立皆生養護学校小学部）
- 1970年4月1日 - 児童数増加に伴い、福米小学校（現：福米東小学校）を分離開校。
- 1972年4月1日 - 米子市立福生小学校と改称。
- 1972年12月24日 - 現在地に校舎を新築し移転[4]。
- 1988年4月1日 - 福生西小学校を分離開校し福生東小学校と改称。

## 通学区域
- 皆生1丁目 - 5丁目
- 皆生温泉3丁目の一部
- 皆生新田2丁目、3丁目
- 上福原
- 上福原1丁目 - 4丁目
- 東福原4丁目の一部[5]

## 進学先中学校
- 米子市立福生中学校

## 校区内の主な施設
- 米子警察署、西部地区運転免許センター

## 出身者
- 友松タケホ（俳優）
- 森山一保（漫画家）[6]
- 伊木隆司（政治家・米子市長）
- 樋口星太郎（俳優） - 途中、ポーランドワルシャワ日本人学校へ転出。